# Pep Biel
Pep Biel Mas Jaume, född 5 september 1996 i Sant Joan, är en spansk fotbollsspelare som spelar för grekiska Olympiakos.

## Karriär
Den 1 september 2022 värvades Biel av grekiska Olympiakos, där han skrev på ett femårskontrakt.